# Yang Haoting
Pour les articles homonymes, voir Yang.
Yang Haoting née le 16 août 1999, est une joueuse chinoise de hockey sur gazon.

## Carrière
Elle a fait ses débuts en équipe première, le 17 mai 2022 contre l'Argentine à Valence lors de la Ligue professionnelle 2021-2022.